# Phytomyptera saxatilis
Phytomyptera saxatilis là một loài ruồi trong họ Tachinidae.